# 新弗農 (新澤西州)
新弗農（英語：New Vernon）是位於美國新澤西州摩里斯縣的普查規定居民點。

## 人口
根據2020年美國人口普查的數據，新弗農的面積為9.23平方千米，當中陸地面積為9.20平方千米，而水域面積為0.03平方千米。當地共有人口825人，而人口密度為每平方千米89.38人。